# Дройссіг
Дройссіг (нім. Droyßig) — громада в Німеччині, розташована в землі Саксонія-Ангальт. Входить до складу району Бургенланд. Адміністративний центр  об'єднання громад Дройссігер-Цайтцер-Форст.
Площа — 20,31 км2. Населення становить 1941 ос. (станом на 31 грудня 2021).

## Галерея

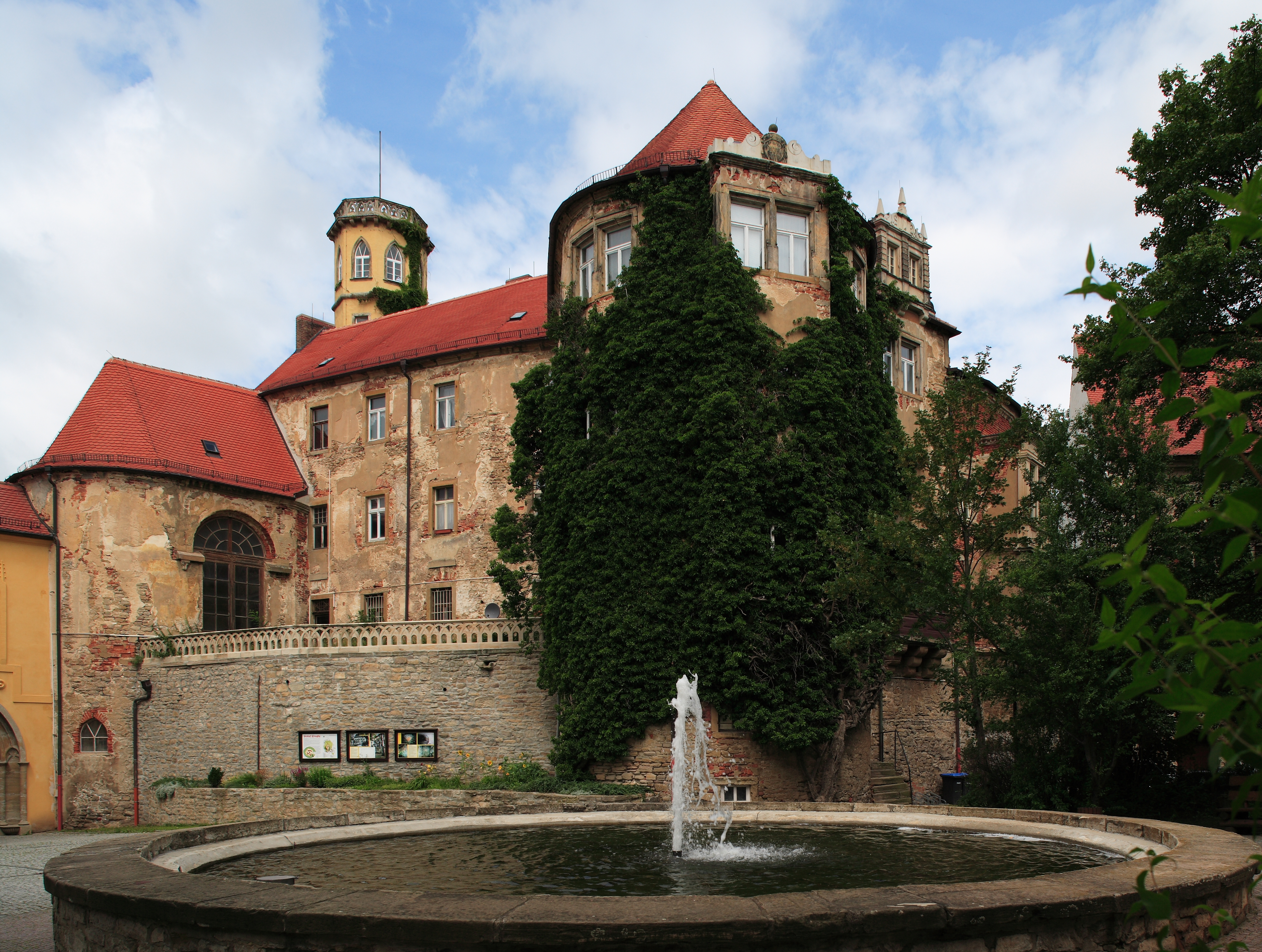
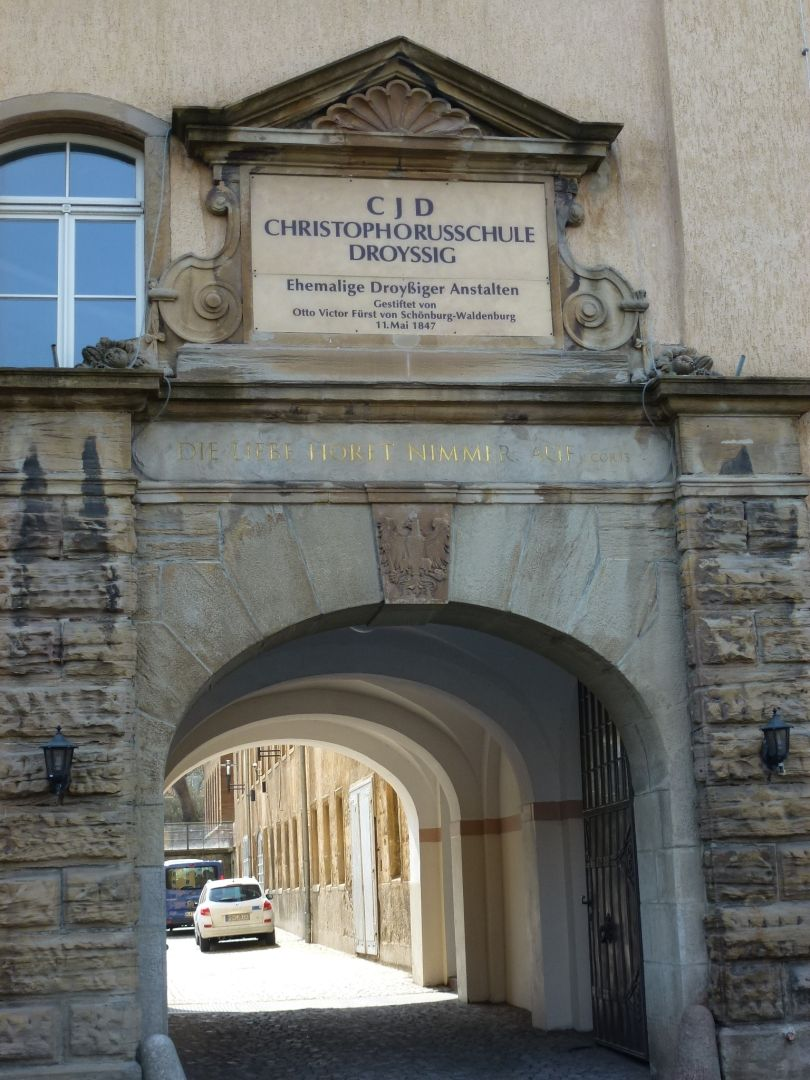
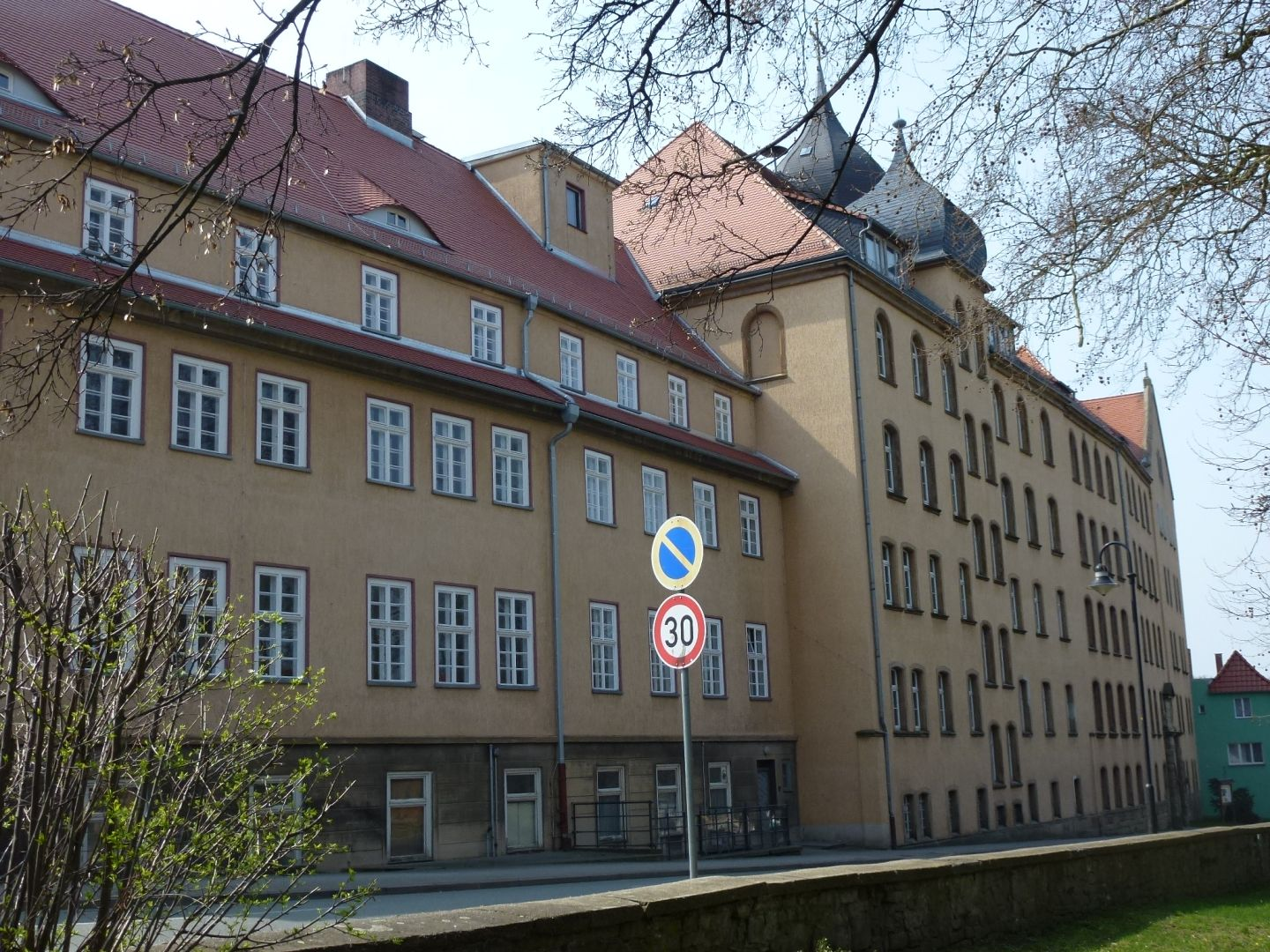